# Ron Hewitt
Ronald Hewitt, detto Ron (Flint, 21 giugno 1928 – 23 settembre 2001), è stato un calciatore gallese, di ruolo attaccante.

## Palmarès

### Club

#### Competizioni nazionali
- Community Shield: 1

Wolverhampton: 1949
- Coppa del Galles: 3

Wrexham: 1956-1957, 1959-1960
Cardiff City: 1958-1959